# Terra preta

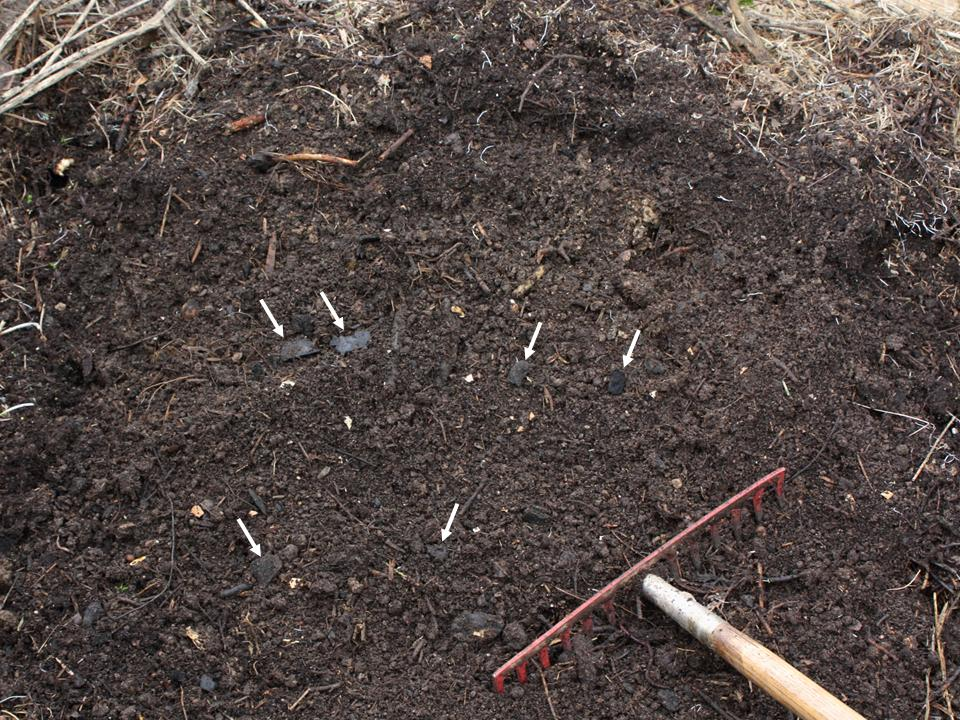
Terra preta artificial, com pedaços de carvão indicados pela setas brancas.

A terra preta, também chamada terra preta de índio (TPI) é um tipo de solo escuro, fértil e antropogênico de origem pré-colombiana (anterior a chegada Cristovão colombo e os europeus) encontrado na região Amazônica.
Várias teorias explicam a origem das terras pretas na Amazônia: que seria o resultado de cinzas vulcânicas dos Andes ou que seria o resultado da sedimentação em lagos durante os períodos geológicos terciários. Pesquisas mais recentes apontam para uma origem antrópica, ou seja, resultante da ação humana. Elas teriam sido produzidas com a combinação de carvão vegetal, cerâmica e matéria orgânica de origem vegetal e animal.

## Origem
As semelhanças entre a textura e a mineralogia da terra preta com os solos circundantes e a presença de cerâmicas datadas do período pré-colombiano nos horizontes superiores sugerem que esses solos têm origem humana derivada dos solos pobres em nutrientes que cobrem a maior parte da bacia amazônica. Guiado por sua aparente fertilidade, credita-se ao explorador e naturalista Henry Walter Bates a fabricação do mito de que os solos da Amazônia possuem grande potencial para a exploração agrícola e a visão de que o considerado desuso da terra na região se deve aos hábitos "não civilizados" da população nativa. Posteriormente, essa ideia foi derrubada pelo próprio fracasso da expansão agrícola na região, mas os estudos seguintes e mais detalhados mostram a diversidade de solos da amazônia e sua intrínseca relação com os locais, dentre os quais está a terra preta.
Inicialmente, propunha-se que a terra preta se desenvolveu a partir de depósitos antigos de cinzas vulcânicas ou de material orgânico acumulado em antigos lagos ou lagoas, e teria sido sua alta fertilidade natural que primeiro atraiu e fixou os grupos humanos. Atualmente, a maioria dos pesquisadores acredita que as terras pretas são, de fato, depósitos criados a partir da deposição de dejetos e a fabricação de cerâmicas no decorrer das áreas de habitação, em função da alta concentração de carvão pirogênico (biochar) e observações frequentes de depósitos pré-colombianos.
Acredita-se que a principal contribuição humana para a formação da terra preta tenha sido a incorporação de subprodutos orgânicos, o que indiretamente causou alterações na composição química e estimulou a atividade da biota e o aprofundamento do solo. Sob experimentação, no entanto, o biochar sozinho (ou combinado a fertilizantes) se provou inadequado para replicar as características básicas da terra preta, tal como sua fertilidade mineral prolongada.
Ainda assim, a hipótese da deposição humana como principal contribuinte à constituição química da terra preta é debatida: estudos recentes mostram que densas populações sedentárias teriam de ter manipulado o solo, ou identificado e ocupado preferencialmente áreas mais férteis, antes do período datado como do surgimento da agricultura e do uso intensivo de terras na Amazônia central. Nessa hipótese, os nutrientes de origem humana seriam provenientes de sobras de comida, fezes e restos de peixe que, de maneira não intencional, foram depositados e formaram esses solos antropogênicos. Porém, é mais plausível que inserções humanas representam uma fração menor da constituição química das terras pretas do que se estipulava, e que teriam sido introduzidas apenas mais recentemente.
Uma hipótese mais recente para a formação de terra preta indica que alterações na dinâmica de rios, influenciadas por alagamentos e chuvas intensas e seguidas por um longo período de seca, podem ter modificado a cobertura vegetal da região e causado divergências nos padrões de acúmulo de carbono e nutrientes entre áreas alagadas e não alagadas. Essas divergências seriam responsáveis, pelo menos em parte, pela presença de terra preta próximo a solos menos férteis e explicam como os principais ingredientes à formação da terra preta (partículas de biochar e elementos minerais, ausentes nos solos circundantes) se depositaram antes da ação humana. Sob essa ótica, as sociedades pré-colombianas não foram responsáveis pela gênese da terra preta, mas identificaram e ocuparam essas áreas de alta fertilidade e posteriormente contribuíram para sua constituição.

## Localização
Em toda a bacia amazônica, foram encontradas manchas de Terra Preta, principalmente em torno da região da Ilha de Marajós. Mais recentemente, o mesmo tipo de solo também foi identificado em áreas do Equador, Peru e Guiana Francesa. Essas manchas têm em média 20 hectares (ha), mas algumas foram encontradas com até 350 ha de extensão, sendo possível estimar que a sua área total de cobertura represente entre 6.000 e 60.000 km².
Assim, pelo que se sabe, manchas de terra preta são mais frequentes e de maior extensão ao longo dos cursos médio e inferior dos principais rios, sendo em geral distribuídas geograficamente sem correspondência particular com qualquer solo "natural" ou condição ambiental específica.

## Características
Embora seu horizonte subterrâneo seja profundo como os demais solos naturais de Amazônia, o horizonte superior da Terra Preta possui traços de carvão e forma estratos com até 2 metros de profundidade, contrastando, dessa forma, com os outros horizontes encontrados na região, cuja profundidade geralmente não ultrapassa de 20 centímetros de espessura.
A Terra Preta de Índio se difere de outros solos amazônicos quanto à quantidade de matéria orgânica, acidez, cor das superfície, fertilidade, elementos presentes e a capacidade de troca de cátions (CTC), esta última sendo uma medida de quantos cátions estão retidos e ligados de forma reversível a substâncias no solo. A TPI apresenta camadas ricas em carbono pirogênico (biochar), artefatos cerâmicos e ossos.
Devido ao clima tropical úmido da região, há intemperismo intenso e lixiviação, o que leva outros solos amazônicos a serem usualmente pobres em nutrientes. Contudo, a Terra Preta de Índio apresenta não só maior fertilidade, como também maior resiliência ao uso intensivo na agricultura.
A alta CTC se deve em parte à natureza da matéria orgânica presente na TPI. Grande parte desta (5-32%) é composta de carbono pirogênico, isto é, uma forma de carvão composta principalmente de aneis aromáticos e grupos carboxila (-COOH). No pH da TPI (4–6), parte desses grupos carboxila estão desprotonados (na forma -COO-, apresentando carga negativa, tendo liberado um H+), e formam interações com os íons metálicos, retendo esses. Esta forma de carbono é altamente recalcitrante (resistente ao ataque microbiológico), o que é importante para o sequestro de carbono. O carbono pirogênico não é a única forma de matéria orgânica, havendo a distinção entre matéria orgânica particulada, e formas mais degradadas, chamadas de matéria húmica. Tal material orgânico é dificilmente caracterizado, sendo composto de moléculas orgânicas diversas ligadas umas às outras por interações hidrofóbicas e ligações de hidrogênio. A matéria orgânica presente também tem efeito tamponante, isto é, oferece resistência a mudanças bruscas de pH.
O material ósseo presente nesses solos é uma possível fonte de ambos Ca2+ e P, nutrientes necessários em grandes quantidades pelas plantas. Estes se apresentam na forma de fosfatos de cálcio, contudo o Ca2+ também se encontra associado a partículas de carvão, e o P a óxidos de Al e Fe.
A presença de argilas está possivelmente relacionada com a alta concentração de íons de K+ nesses solos. Queimadas constantes de resíduos superficiais do solo podem causar derretimento de material orgânico e partículas minerais, o que pode ter colaborado para a retenção de metais alcalinos como Li, K, Rb e Cs nesses solos.

## Aplicações
Em comparação com os outros tipos de solos amazônicos, a TPI se distingue da maioria por possuir uma maior concentração de nutrientes como cálcio, potássio, fósforo, nitrogênio e também de matéria orgânica no solo. Além disso, o fato de esse tipo de solo conter altas quantidades de carbono negro confere uma alta estabilidade que lhe permite permanecer no ambiente por séculos.
Vista a manutenção da fertilidade por um espaço grande de tempo, desde o início da formação das terras que datam do período pré-colombiano, a TPI pode ser uma peça chave para o entendimento e expansão de técnicas de agricultura sustentáveis no território amazônico. A estabilidade da terra preta se diferencia porque nesse tipo de solo não é necessário utilizar-se da queimada ou de fertilizantes, estes últimos em geral caros para pequenos produtores e comunidades de subsistência. Em contraposição, os solos adjacentes à TPI sofrem com lixiviação e pouca capacidade de retenção de nutrientes.

### Agricultura sustentável
Na prática, além da capacidade de um manejo agrícola sustentável, a terra preta e sua alta fertilidade podem proporcionar um maior crescimento e potencial de produção de plantações, que em comparação com os outros solos não férteis da região fica em torno do dobro. É um acréscimo interessante que, na região amazônica, ocorrem períodos de cheia dos rios que resultam na perda de área útil para plantação agrícola. Nesse sentido, para algumas comunidades locais, a TPI é uma solução para o problema, visto que pode ser encontrada em uma área mais elevada.

### Sequestro de carbono
A terra preta de índio, pela alta estabilidade de sua matéria orgânica no solo, apresenta a possibilidade de sequestro de carbono, além de uma produção de CO2 menor em comparação com os solos adjacentes. Isso faz da TPI um excelente modelo de sequestro de carbono a longo prazo.